# André Obrecht
Pour les articles homonymes, voir Obrecht.
 (octobre 2018).
Si vous disposez d'ouvrages ou d'articles de référence ou si vous connaissez des sites web de qualité traitant du thème abordé ici, merci de compléter l'article en donnant les références utiles à sa vérifiabilité et en les liant à la section « Notes et références ».
André Obrecht, né le 9 août 1899 à Paris (16e arrondissement) et mort le 30 juillet 1985 à Nice, est un bourreau français.
Exécuteur en chef, entre 1951 et 1976, il est l'avant-dernier bourreau en poste en France (Marcel Chevalier lui succède).

## Jeunesse
Sa mère, Juliette Rogis, meurt de tuberculose alors qu'il n'est âgé que de cinq mois et il est d'abord élevé par les Durieux, des voisins. Rosalie, la sœur de sa mère, et son époux Anatole Deibler prennent très vite le garçon en affection. À cela une raison : le couple a perdu un fils sensiblement du même âge que le jeune André.
Ce dernier, choyé, devient l'aîné d'une fratrie de cinq enfants. En effet, trois garçons et une fille naissent du remariage de son père Jean-Baptiste avec Louise, la fille des Durieux.
À l'âge de dix ans, André prend conscience du métier de son oncle Anatole, qu'on n'évoquait qu'à demi-mot chez lui, grâce à la série de cartes postales tirées de l'exécution des « chauffeurs de la Drôme », à Valence en septembre 1909. Ces images marqueront ses nuits d'enfant.
À quatorze ans, il obtient son certificat d'études primaires et entend bien continuer l'école, mais les ressources familiales sont maigres et son père l'oblige à trouver du travail. Il devient alors ouvrier mécanicien.
Séducteur né, il multiplie les conquêtes (selon ses mémoires). C'est durant son service militaire à Strasbourg qu'il s'éprend d'une jeune Alsacienne dont il refuse de donner le nom et avec qui il a une fille, Gilaine, qu'il reconnaît plus tard.
Le 20 octobre 1921, il assiste à l'exécution à Strasbourg des tueurs de la Poste, François Frintz et Albert Luntz, guillotinés par son oncle. C'est ce qui le conduit à décider de devenir à son tour adjoint, dès qu'il sera démobilisé.
Cinq mois plus tard, alors qu'il est en permission, il assiste, le 25 février 1922, à une nouvelle exécution avant son intégration au sein des exécuteurs, celle de Landru.

## Carrière de bourreau
Un mois après avoir quitté l'armée, il est institué adjoint de deuxième classe, et est employé à la tâche pour la première fois le 23 mai 1922, à Paris, pour l'exécution de deux malfaiteurs du même âge que lui, Émile Lœuillette et Louis Cadet. Ses gestes sont précis, il sait obéir et diriger quand il le faut. Son oncle fait appel à lui à chacune des exécutions suivantes.
En 1926, André fait la connaissance de Georgina Lezaacq, professeur de musique chez qui il vient régulièrement entretenir sa voix. Il l'épouse et leur union durera près de quinze ans.
À la mort d'Anatole Deibler, en 1939, André et son cousin Jules-Henri Desfourneaux sont tous deux candidats potentiels au poste d'exécuteur en chef. Finalement Desfourneaux est choisi pour des raisons financières (Jules étant le locataire et débiteur des époux Deibler, il n'aurait pu rembourser ses dettes suffisamment vite en demeurant à un poste subalterne; sa tante Rosalie aurait donc appuyé sa candidature). Néanmoins Obrecht est promu adjoint de première classe le 15 mars 1939. Il officie lors de l'exécution d'Eugène Weidmann, le 17 juin suivant, à Versailles. C'est la troisième pour Desfourneaux en tant qu’exécuteur en chef (poste qu'il occupe officiellement depuis le 15 mars) et la dernière exécution publique en France métropolitaine.
Puis la Seconde Guerre mondiale éclate et le contrat de mécanicien d'Obrecht aux usines Salmson prend fin. Durant l'Occupation, les exécutions se poursuivent. L'intéressé reproche à Desfourneaux son zèle à mettre à mort, notamment, des femmes et des résistants, ce qui l'amène à démissionner de son poste à l'automne 1943, en compagnie des autres adjoints, Henri Sabin et les frères Martin.
Jusqu'à la fin de la guerre, il vit comme bookmaker de courses de lévriers au cynodrome de Courbevoie. Il crée une entreprise d'« esquimaux glacés » que l'on distribue dans tous les cinémas de la capitale.
À la Libération, il est réengagé comme adjoint de première classe, mais ses rapports avec son cousin Desfourneaux sont exécrables au point qu'ils en viennent aux mains. Il démissionne de nouveau en 1947, après l'exécution du docteur Petiot l'année précédente.
Divorcé de Georgina depuis 1940, Obrecht épouse Berthe Labbé, propriétaire d'un magasin de frivolités. En 1949, il part s'installer à Casablanca, au Maroc, et n'en revient que dix-huit mois plus tard, à la mort de Desfourneaux, en octobre 1951. Le 1er novembre suivant, il est nommé exécuteur en chef par le directeur du Département des arrêts criminels, nomination qui est critiquée par les nombreux candidats au poste, car l'intéressé n'était plus aide du bourreau à la mort de son prédécesseur.
Il commence alors une série de 65 exécutions avec celle à Marseille, le 13 novembre 1951, de Marcel Ythier, un tueur de policiers. La plupart de ceux qui passeront entre ses mains furent des condamnés de droit commun mais aussi des membres du FLN, entre septembre 1958 et janvier 1961.
C'est en 1958 qu'il engage le mari de sa nièce, Marcel Chevalier, qui sera plus tard son successeur. 
Quelques-uns des criminels qu'il a exécutés sont restés célèbres :
- Émile Buisson, l'ennemi public no 1, exécuté à Paris le 28 février 1956 ;
- Jacques Fesch, exécuté à Paris le 1er octobre 1957 (celui-ci est, depuis 1987, l'objet d'un procès en voie de béatification, initié par Monseigneur Lustiger) ;
- Georges Rapin, fils de bonne famille le jour, proxénète la nuit sous le sobriquet de « Monsieur Bill », exécuté à Paris le 26 juillet 1960 ;
- Saïb Hachani, tueur en série, exécuté le 22 mars 1966 à Lyon ;
- Claude Buffet et Roger Bontems, exécutés à Paris le 28 novembre 1972 ;
- Ali Ben Yanes, l'égorgeur de Gattières, exécuté à Marseille, le 12 mai 1973 ;
- Christian Ranucci, exécuté le 28 juillet 1976 à la prison des Baumettes à Marseille a été sa dernière exécution.

## Fin d'activité et de vie
La maladie de Parkinson, dont il est atteint, le contraint à céder sa charge en 1976 à Marcel Chevalier, son neveu par alliance : celui-ci étant l'époux de Marcelle, la fille de son demi-frère Georges-Émile.
Veuf depuis 1967, il va passer la fin de sa vie entre Paris et Nice, où il meurt le 30 juillet 1985. Il y est enterré, au cimetière de l'Est.
André Obrecht avait participé en tout à 322 exécutions, dont près de 150 comme assistant d'Anatole Deibler et 65 comme chef (dont deux en Martinique).

## Publication
Ses mémoires posthumes, Le Carnet noir du bourreau, rédigés avec le concours du journaliste de Paris Match Jean Ker, ont été publiés en 1989.

## Filmographie
Dans le film Section spéciale, son rôle est interprété par Serge Marquand.